# Fiordo Swilly
El fiordo Swilly o lough Swilly (en irlandés, Loch Súilí) podría traducirse libremente como lago de Sombras o lago de los Ojos. Está ubicado en la República de Irlanda y es propiamente un fiordo que queda entre el lado occidental de la península de Inishowen y la península de Fanad, en el condado de Donegal.
En el extremo septentrional del fiordo están Fanad Head con su famoso faro y Dunaff Head. Las ciudades situadas en el fiordo incluyen Buncrana en Inishowen y Rathmullan en el lado occidental. En el extremo meridional del fiordo queda Letterkenny.
El fiordo es también famoso por su observación de la vida salvaje (delfines, marsopas, aves marinas, gansos migratorios y cisnes) y buceo en los numerosos naufragios, incluyendo el SS Laurentic hundido por una mina alemana (posible torpedo), que se hundió con 3.211 lingotes de oro de la que se recuperaron 3.191.
En el Sur del fiordo una serie de islas (Burt, Inch, Coney, Big Isle) fueron obtenidas por el sistema de pólderes y la tierra reclamada durante los años 1800 para la agricultura y el fiordo Swilly a los terraplenes del ferrocarril de Derry City. Estas tierras ganadas están hoy considerados como uno de los primeros humedales de Irlanda para la conservación de la naturaleza y la ornitología, que sostiene más de 4.000 cisnes cantores y miles de ánsares caretos, barnaclas cariblancos y carinegras, así como gansos comunes.